# Хосров IV (шахіншах)
Хосров IV (д/н — бл. 636) — шахіншах Сасанідської імперії в 631—636 роках.

## Життєпис
Його рід є дискусійним. Син Мах-Адхура Ґушнаспа, вузург фрамадара (першого міністра), і Кахардухт (Чагардухт), доньки Яздандада і онуки шахіншаха Хосрова I. При народженні звався Ґушнасп-Бандех. Відомостей про нього обмаль. 631 року після загибелі брата — шахіншаха Пероза II — оголосили Хосрова новим шахіншахом. Столицею обрав Сузи, оскільки в Ктесифонті отаборився Ормізд VI.
В наступні роки вів війни проти Хосрова V і Єздигерда III. Під час вторгнення арабів розширив володіння на увесь південь імперії. Дії Хосрова IV не сприяли об'єднаному спротиву загарбникам. Загинув у боротьбі з арабським військом близько 636 року, внаслідок чого було захоплено сузіану і Персію.